# Ahmed Maknzi
Ahmed Maknzi (Bagdad, 24 de septiembre de 2001) es un futbolista iraquí que juega en la demarcación de lateral izquierdo para el Al-Najaf SC de la Liga Premier de Irak.

## Selección nacional
Tras jugar en las categorías inferiores de la selección, finalmente el 25 de diciembre de 2024 hizo su debut con la selección de fútbol de Irak en un encuentro de la Copa de Naciones del Golfo de 2024 contra Baréin que finalizó con un resultado de 2-0 a favor del combinado bareiní tras un doblete de Ali Madan.

## Clubes
| Club         | País | Año       | Partidos | Goles |
| ------------ | ---- | --------- | -------- | ----- |
| Al-Zawraa SC | Irak | 2019-2023 |          |       |
| Erbil SC     | Irak | 2023-2024 | 30       | 3     |
| Al-Najaf SC  | Irak | 2024-     | 2        | 2     |